# First Baptist Church de Boston

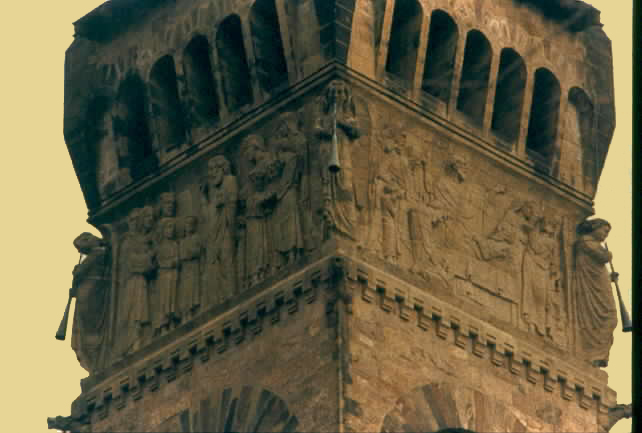
Brattle Square Church, Boston, avec sculpture de Frédéric Auguste Bartholdi (auteur de la Statue de la Liberté).

La First Baptist Church (ou « Brattle Square Church » ) est la plus ancienne église baptiste des États-Unis, établie en 1665. Elle est membre des Églises baptistes américaines. Depuis 1882, l'église est située au coin de la Commonwealth Avenue  et de la rue Clarendon dans le quartier de Back Bay de Boston.

## Histoire

### 1665–1837
La congrégation est fondée en 1665 malgré une loi du Massachusetts interdisant de s'opposer au baptême des enfants. Beaucoup des premiers membres de l'église sont persécutés et emprisonnés pour hérésie, y compris le premier pasteur, Thomas Gould. Peu de temps avant la fondation de l'église, le premier président du Harvard College, Henry Dunster, est contraint de démissionner de son poste pour avoir refusé de baptiser son enfant Pendant la guerre du roi Philip, John Myles est le pasteur de l'église alors qu'il était en froid de la première église baptiste de Swansea, qui était la première église de l'État. « En 1679, les baptistes de Boston construisirent une maison de réunion dans le nord de Boston, au coin des rues Salem et Stillman... Au début des années 1700, le petit bâtiment fut remplacé par un plus grand bâtiment en bois sur le même site. Ici, l'Église a prospéré pendant 43 ans (1764-1807) sous la direction de Samuel Stillman. "  Samuel Stillman a gardé les portes ouvertes pour les services pendant que les Britanniques envahissaient Boston et aurait prêché contre eux à chaque service.
En 1682, sous la direction de William Screven, l'église organise une deuxième paroisse dans l'actuelle ville de Kittery, Maine. À la suite de problèmes avec le Congrégationalisme dans les années 1690, l'église déménage à Charleston, en Caroline du Sud et est l'actuelle église baptiste de James Island, en Caroline du Sud .

### 1837–1882
En 1837, la première congrégation baptiste emménage dans une nouvelle église en brique (quatrième maison de réunion) au coin de Hanover Street et Union Street. Les prédicateurs comprennent Rollin Heber Neale. La congrégation reste à cet endroit jusqu'en 1882,

### 1882-présent
Le bâtiment actuel de l'église est conçu par l'architecte Henry Hobson Richardson, et construit entre 1869 et 1871. Il est inauguré en 1872 pour la congrégation unitarienne de l'église de Brattle Street, également connue sous le nom d'église de Brattle Square, qui avait été démolie en 1872. Elle fait appel au sculpteur français protestant Auguste Bartholdi.
La congrégation unitarienne se dissout peu de temps après avoir déménagé dans ce bâtiment. La première congrégation baptiste achète le bâtiment en 1881 pour une somme de 100 000 $. Ce bâtiment est la première église de Richardson avant de concevoir son chef-d'œuvre, l'église de la Trinité. L'église est inscrite au registre national des lieux historiques en 1972.

## Patrimoine
Auguste Bartholdi, sculpteur de la statue de la Liberté, a représenté sur la tour les quatre étapes de la vie chrétienne, dans des frises en bas-relief,.
À l'est, face au soleil levant, est exposée la frise du Baptême, ou de la naissance. On y reconnait le sénateur abolitionniste Charles Sumner. Dans l'ombre de la face nord, est représentée la Communion ou l'instruction religieuse. On y reconnait Ralph Waldo Emerson, Nathaniel Hawthorne et Henry Longfellow. Au sud, face au soleil au zénith est représenté le Mariage. On y reconnait le président Abraham Lincoln et le général italien Giuseppe Garibaldi. À l'ouest, face au soleil couchant, est exposée la frise de l'extrême onction, ou de la mort. On y reconnait l'artiste John LaFarge et Auguste Bartholdi lui-même. La tour est en restauration en 2020.